# Melgrowa Góra
Melgrowa Góra (kaszb. Melgròwô Gòra) – część wsi Grzybno w Polsce, położona w województwie pomorskim, w powiecie kartuskim, w gminie Kartuzy, u podnóża wzniesienia o tej samej nazwie (Melgrowa Góra 241,9 m n.p.m.). Wchodzi w skład sołectwa Grzybno.
W latach 1975–1998 Melgrowa Góra administracyjnie należała do województwa gdańskiego.